# Pavol Seriš
Pavol Seriš (* 23. dubna 1986 Trenčín) je slovenský herec, divadelník a mim.
Po maturitě na trenčínském gymnáziu vystudoval v roce 2010 anglický a norský jazyk na Filozofické fakultě Masarykovy univerzity v Brně (v roce 2008 titul Bc., v roce 2010 titul Mgr.). Poté absolvoval bakalářské studium fyzického divadla v Ateliéru klaunské scénické a filmové tvorby na Divadelní fakultě Janáčkovy akademie múzických umění (JAMU) v Brně, které dokončil roku 2013 (titul BcA.). Na téže fakultě pokračoval v doktorském studiu, jež završil v roce 2017 (titul Ph.D.). Od roku 2018 působí na Divadelní fakultě JAMU pedagogicky, vyučuje v rámci Ateliéru Divadlo bez hranic.
Často je zván k pohybovým spolupracím v rámci české profesionální činohry. Je na volné noze, ale úzce spolupracuje s Divadlem Bolka Polívky v Brně, kde se mj. podílí i na inscenacích Re:kabaret Re:start a Pozemšťan.

## Tvorba
Ve své tvorbě se věnuje převážně autorskému divadlu jednoho herce. Momentálně má na repertoáru šest monodramat: Chutilo vám, páni? (2011), Zo ZOO (2012), Autor (2014), Pri kase (2015), Samko Tále (2016) a Pozemšťan (2019). Své inscenace odehrál na mnoha festivalech doma i v zahraničí, např. v Íránu, Libanonu, Kuvajtu, Maroku, Itálii, Turecku, Polsku, Rakousku nebo ve Francii.

## Ocenění
Za své autorské inscenace získal mnoho ocenění: např. Cenu za nejlepší herecký výkon na festivalu FITUA 2015 v marockém Agadire, Hlavní Cenu na European Young Theatre 2015 v italském Spoletu či Hlavní Cenu publika na festivalu Monomaffia 2016 v estónském Pärnu.
Na festivalu alternativního umění …příští vlna / next wave… byl zvolen Objevem roku 2014.